# 敬王
敬王（けいおう）は、中国の春秋時代の周の王。姓は姫、名は匄。

## 生涯
周の景王の子として生まれた。紀元前520年11月、兄の悼王が王子朝の反乱のために殺害されると、敬王が即位して、子旅氏の館に身を置いた。敬王の軍は京楚に布陣し、王子朝の拠る京を攻撃して、その西南を破壊した。紀元前519年、周の敬王の軍と晋軍は王子朝側の郊を包囲して破った。情勢の好転を受けて晋軍は本国に帰ったが、王子朝は尹氏の支援を受けて抵抗を続け、王城を占領した。敬王は単穆公と劉文公の庇護を受けて劉に蒙塵した。
紀元前516年4月、劉文公の軍が王子朝の軍を尸氏で撃破した。7月、敬王は劉文公とともに劉を出て、渠に宿営した。敬王は褚氏に進軍し、萑谷に宿営した。さらに胥靡に入り、滑に宿営した。10月、敬王が滑で起兵し、郊に入り、尸に宿営した。11月、晋軍が王子朝側の鞏を攻め落とした。召簡公が王子朝を追放し、王子朝は楚に亡命した。召簡公は敬王を尸に迎え、単穆公や劉文公と盟を交わした。敬王の軍は圉沢に進軍し、隄上に宿営した。敬王は成周に入り、襄宮で盟を交わした。12月、敬王は荘宮に入った。
紀元前513年、京師で召伯盈と尹氏固および原伯魯の子が殺害された。王子趙車が鄻に入って反乱を起こしたが、陰不佞がこれを撃破した。
紀元前504年、周の儋翩が王子朝の残党を率いて、鄭人の協力を得て成周で反乱を起こした。敬王は儋翩の乱を避けて姑蕕に滞在した。翌年、儋翩は儀栗に入った。単武公と劉桓公は儋翩に味方した尹氏を窮谷で撃破した。単武公と劉桓公は姑蕕の慶氏のもとから敬王を迎え、晋の籍秦が敬王を護送した。敬王は王城に入り、公族の党氏の館に滞在して、その後に荘宮で群臣の朝見を受けた。紀元前502年、単武公は穀城を攻撃し、劉桓公は儀栗を攻めた。さらに単武公は簡城を攻撃し、劉桓公は盂を攻め、儋翩の乱を平定した。
周は平王より洛邑を都城に定め王城と称していたが、敬王の代に王子朝の勢力が強い悼王までの都を避け、東（漢代の雒陽城、すなわち、現在の漢魏故城の辺り）に遷都した。遷都した新しい都城を成周、旧都を王城と称すようになった。
紀元前476年、敬王は死去し、子の仁（元王）が後を継いだ。